# ホヴハンネス・トゥマニャン
ホヴハンネス・トゥマニャン（アルメニア語: Հովհաննես Թումանյան、英語: Hovhannes Tumanyan、1869年2月19日 - 1923年3月23日）は、アルメニアの詩人、作家、翻訳家、文学者、社会活動家。アルメニア国内で国民的な詩人として知られている。詩、韻文、バラッド、小説、寓話、批評、報道関連の記事などを手がけ、作品の多くは日常生活などを中心に現実的に展開される。

## 生涯
ロリ地方デセグ村に生まれ、壮年期にてロシア帝国下のティフリスに移住した。簡潔でありながら詩的な作品は広くアルメニアに知られるようになった。シンプルだが非常に詩的な作品で、広くアルメニア社会に知られるようになった。作品からは、多くの映画やアニメが生まれた。1912年、アルメン・ティグラニアンの『アヌッシュ』、1930年、アレクサンドル・スペンジアリャンの『アルマスト』のオペラは氏の作品に基づいている。